# Pedro Arce y Fagoaga

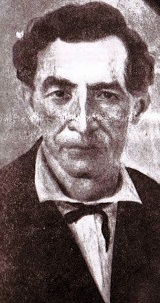
Pedro Arce y Fagoaga

Pedro José Arce y Fagoaga (* 28. August 1801 in San Salvador; † 3. April 1871 in Sonsonate) war vom 1. bis 7. Februar 1844 Supremo Director von El Salvador.

## Leben
Seine Eltern waren Antonia Fagoaga y Aguilar und General Bernardo José de Arce y León. Seine Schwester war Manuela Antonia Arce y Fagoaga. Sein Bruder war Manuel José Arce y Fagoaga. Er heiratete Josefa Rascón Cuéllar y Girón. Ein Bruder von Josefa Rascón Cuéllar y Girón war ein Verbündeter von José Francisco Morazán Quezada.
Von 26. September 1842 bis zum 1. Februar 1844 war Pedro Arce y Fagoaga Stellvertreter des Supremo Director Juan José Guzmán. Juan José Guzmán ordnete aus San Miguel die Verhaftung des Priesters Eduardo Vázquez (Fray Veneno), eines Eiferers an, welcher José Rafael Carrera Turcios pries, worauf Bischof José Jorge Viteri y Ungo bei Francisco Malespín intervenierte und eine Eskorte für Vázquez verlangte. Malespín, Viteri und Vázquez ließen sich in San Jacinto und La Vega bejubeln. Malespín begab sich zum Supremo Director nach San Miguel und drohte ihm seine Intrigen öffentlich zu machen, was Juan José Guzmán dazu bewog, sich von seinem Amt als Supremo Director auf seine Hacienda zurückzuziehen. Als Malespín nach San Salvador zurückkam, ließ er zum Gefallen von Viteri die liberale Zeitung Amigo del Pueblo unterdrücken.
So war Pedro Arce y Fagoaga eine Woche zum geschäftsführenden Supremo Director von El Salvador geworden.